# Chrissy Houlahan
Christina Marie Houlahan (née Jampoler; Estación aeronaval del Río Patuxent, Maryland, Estados Unidos, 5 de junio de 1967) es una política, ingeniera y ex oficial de las Fuerza Aérea de los Estados Unidos. Miembro del Partido Demócrata, es la representante del 6º distrito congresual de Pensilvania. El distrito incluye casi todo el condado de Chester, un condado suburbano al oeste de Filadelfia, así como la parte sur del condado de Berks, incluida la ciudad de Reading. Fue elegida por primera vez en 2018, derrotando al republicano Greg McCauley en las elecciones intermedias.